# 861 до н. е.

## Події
Початок царювання короля Ліра у Британії.

### Астрономічні явища
- 22 березня. Повне сонячне затемнення.[1]
- 15 вересня. Кільцеподібне сонячне затемнення.[1]